# NASA Astronaut Group 8
El NASA Astronaut Group 8 va ser un grup de 35 astronautes anunciat el 16 de gener de 1978. Va ser la primera selecció de la NASA des del Grup 6 el 1967, i va ser el grup més gran fins a aquesta data. La classe va ser la primera a incloure astronautes femenines i de minories; dels 35 seleccionats, sis eren dones, una d'elles era jueva americana, tres eren afroamericanes i una era asiàtica americana. A causa del gran retard entre l'última missió lunar Apollo el 1972 i el primer vol del transbordador espacial el 1981, van quedar pocs astronautes dels grups més antics, i van ser superats en nombre pels nouvinguts, que es van conéixer com els trenta-cinc nois nous. Des de llavors, s'ha seleccionat un nou grup de candidats aproximadament cada dos anys.
Al NASA Astronaut Group 8, es van seleccionar dos tipus diferents d'astronautes: pilots i especialistes en missió. El grup estava format per 15 pilots, tots pilots de prova i 20 especialistes en missió. La NASA va deixar d'enviar no pilots per a un any de formació de pilots. També va deixar de nomenar astronautes a la selecció. En canvi, a partir d'aquest grup, les noves seleccions es van considerar candidats a astronautes en lloc d'astronautes de ple dret fins que van acabar la seua formació.
Quatre membres d'aquest grup, Dick Scobee, Judith Resnik, Ellison Onizuka i Ronald McNair, van morir en el desastre del transbordador espacial Challenger. Aquests quatre, més Shannon Lucid, van rebre la Medalla d'Honor Espacial del Congrés, donant a aquesta classe d'astronauta cinc destinataris en total d'aquest premi de la NASA. Aquesta és la segona classe només per darrere de la classe New Nine que en va rebre set. Van remodelar la imatge de l'astronauta estatunidenc en una que s'assemblava més a la diversitat de la societat i van obrir les portes als altres que seguirien.